# Dipikar
Dipikar (P 107) je hlídková loď kamerunského námořnictva typu Espadon 50. Původně se jednalo o hlídkovou loď francouzského námořnictva Grèbe (P679). Plavidlo bylo roku 2010 vyřazeno a později prodáno Kamerunu.

## Pozadí vzniku
Hlídková loď Grèbe byla postavena v letech 1989–1991 loděnicí Societe Francaise de Constructions Navales (SFCN) ve Villeneuve-la-Garenne. Sloužila především k ochraně rybolovu ve francouzské výlučné ekonomické zóně.

## Konstrukce
Plavidlo má ocelový trup a nástavby ze slitin hliníku. Je vyzbrojeno dvěma 12,7mm kulomety. Na zádi nese 7,5metrový inspekční člun RHIB. Pohání jej dva diesely SACM-RVR UD33V12 o výkonu 4800 hp. Nejvyšší rychlost dosahuje 24 uzlů. Dosah je 4500 námořních mil při rychlosti 18 uzlů.

## Zahraniční uživatel
Po vyřazení francouzským námořnictvem plavidlo zakoupila francouzská firma SOFEMA za účelem jeho dalšího prodeje do zahraničí. Roku 2012 byla koupena Kamerunem a odeslána do Bizerty k opravě a modernizaci. Práce se však zdržely kvůli technickým problémům a arabskému jaru. V listopadu 2014 byla loď přesunuta do francouzského Saint-Mandrier k dokončení oprav v tamní loděnici IMS. Tam loď dostala velící systém Nexeya a byla vyzbrojena dvojitým 20mm kanónem na přídi a několika kulomety. Na záď dostala 7,5metrový člun RHIB. V listopadu 2016 plavidlo prodělalo námořní zkoušky. Do domovského přístavu Douala jej 10. února 2017 přepravila nizozemská nákladní loď Happy Diamond.